# فیلتینو
فیلتینو (به ایتالیایی: Filettino) یک کومونه در ایتالیا است که در استان فروزینونه واقع شده‌است.

## خصوصیات
فیلتینو ۷۷٫۶۶ کیلومترمربع مساحت و ۵۵۴ نفر جمعیت دارد و ۱٬۰۶۳ متر بالاتر از سطح دریا واقع شده‌است.